# Monsters
Monsters är en brittisk science fiction-film från 2010 skriven, fotograferad och regisserad av Gareth Edwards. I huvudrollerna syns Whitney Able och Scoot McNairy.